# 栗山政雄
栗山 政雄（くりやま まさお、1946年 - ）は、日本の建築家。大分県日田市生まれ。福岡県で活動する。
1968年、日本大学工学部建築学科卒業。横浜建築設計研究所、三島設計事務所をへて1975年、栗山建築設計研究所を設立。
1975年、ふじ丘ニュータウンモデル住宅設計競技最優秀賞、1993年福岡県文化教育功労賞・文部大臣賞(教育)。1999年には海宴亭ホワイトロード店で照明学会優秀施設賞、2003年日田市総合文化施設公募型エスキスコンペで佳作入選、内田こどもクリニックで福岡県建築士事務所協会優秀賞を受賞した。その他の作品に海宴亭福岡店、アールイン博多、佐賀記念病院、服巻医院デイケア施設と住居、養護老人ホームシルバーケア武雄などがある。